# 假面騎士W Forever A至Z/命運的Gaia Memory
《假面騎士W FOREVER A至Z/命運的蓋亞記憶體》（日语：仮面ライダーW FOREVER AtoZ/運命のガイアメモリ），為日本特攝節目《假面騎士W》的劇場版，日本於2010年8月7日上映。

## 本作特色
- 本作為《假面騎士系列》中第一套有3D製作版本的劇場版作品。
- 本作為第一部擁有前傳衍生作品的《假面騎士系列》劇場版作品。
- 本作首次出現在劇中以「假面騎士」自稱的反派騎士。
- 本作的反派角色「假面騎士Eternal/大道克己」由演唱該作劇場版主題曲『W』的松岡充所擔任。
- 本作為首部開頭不以「劇場版」作為標題開頭的《假面騎士系列》獨立劇場版作品。
- 下部系列作——《假面騎士OOO》的同名主角假面騎士於本作中先行登場。

### 各作品關聯性
- 本作的時間點位於《假面騎士W》本篇第44-45話之間，前傳《假面騎士W RETURNS 假面騎士Eternal》之後。

## 故事概要
風都塔完成30週年的夏天，從A至Z的26個次世代Gaia Memory「T2 Gaia Memory」突然在全個風都中散播，再次發生市民變成Dopant的事件。
正當W和Accel在制止這一連串事端時，來自國際特務調查機關的女探員瑪利亞‧S‧克蘭伯里說明了事實。 與此同時，襲擊運送T2 Gaia Memory的直升機的恐怖集團「NEVER」的隊長，大道克己利用奪得的T2 Memory變身成假面騎士Eternal，並且率領其他使用T2 Memory變身的成員佔據風都塔為據點，開始侵略風都的行動。

## 登場人物

### 《假面騎士W》原登場人物
左 翔太郎 （桐山漣 飾）
假面騎士W左半身和假面騎士Joker的變身者，鳴海偵探事務所的所屬偵探。於故事中期由假面騎士Skull給予Lost Driver及從鳴海偵探事務所中找到T2 Joker Memory，使用T2 Joker Memory，單獨變身為假面騎士Joker。但被Eternal使用Unicorn Maximum Drive擊敗。
菲利普/園咲 來人 （菅田將暉 飾）
假面騎士W右半身的變身者，翔太郎的拍檔，真正身分為園咲家的幼子。在來訪事務所的瑪利亞身上，看見了自己母親（Shroud／園咲文音）的影子。於故事中期被瑪利亞‧S‧克蘭伯里抓走，抓到「NEVER」的大本營，大道克己需要菲利普的腦袋驅動EX-PICKER以把人類變成「NEVER」，嘗試自己所遭遇的事情，這也是大道克己的真正目的。最後修改EX-PICKER的發射數據同時為了解除Eternal Requiem的效果想把Eternal Memory的數據毀掉。最後否認自己是往日的「惡魔」。
鳴海 亞樹子 （山本光 飾）
本作女主角，鳴海偵探事務所的所長，最後愛上照井龍。
照井 龍（木之本嶺浩 飾）
假面騎士Accel的變身者，為風都警署「頻發案件調查課」的課長。故事初期，擊敗Weather Dopant及Nasca Dopant。故事中期，由於T2 Eternal Memory的效果，令照井龍無法使用Accel Memory變身。故事後期，在菲利普解除Eternal Requiem的效果後變身，最後更使用Accel的Trial Form擊敗Trigger Dopant。最後亦發現愛上亞樹子。
鳴海 莊吉
假面騎士Skull的變身者，為亞樹子的父親和翔太郎的師傅，鳴海偵探事務所的前任所長。僅於故事中期以變身後的姿態出現，把自己的Lost Driver交予翔太郎並給予其指引。

### 本作登場人物
瑪利亞‧S‧克蘭伯里／大道美樹（杉本彩 飾）
國際特務調查機關的女探員，為了追蹤NEVER而來到風都。與故事開初和鳴海偵探事務所接觸，並且給予翔太郎有關T2 Gaia Memory和NEVER的情報。實際上是大道克己的母親、T2 Cyclone Memory持有人和「Necro-Over」計劃的創始者，最後背叛兒子並向其注射細胞分解酵素，遭到槍擊而亡。

### 「NEVER」成員
大道 克己（松冈充 飾）
假面騎士Eternal的變身者，「NEVER」的隊長，擅使軍刀。冷酷的性格，持有T2 Eternal Memory和Lost Driver。稱菲利普作「兄弟」，似乎是因為兩人小时候长得像，也是死而復生的經歷。口頭禪是：「來吧，享受地獄的樂趣吧！」（さあ、地獄を楽しみな！），同時會做出倒豎拇指的姿勢。最終被變成Cyclone Joker Gold Xtreme型態的W擊敗。
於前傳《假面騎士W RETURNS 假面騎士Eternal》中，翔太郎等人於女性超能力兵士「Quarks」-米娜的口中，得知了關於大道克己以及成員「NEVER」等人不為人知的過去。
於《假面騎士ZI-O》第45-46話登場。
泉 京水（須藤元氣 飾）
「NEVER」的副隊長，喜歡使用鞭戰鬥，也會使用各種關節技。持有T2 Luna Memory。是個Gay，動作和姿態都十分奇怪，對克己有異常的忠誠心。被OOO以OOO Bash 秒殺擊敗。
羽原 麗華（八代美奈畝 飾）
「NEVER」唯一的女隊員，使用踢擊技等優秀的體術戰鬥，擅長靈活的作戰方式。對於自己身體沒有體溫的事情非常在意。持有T2 Heat Memory。擁有專屬的電單車。被Joker使用Rider Kick擊敗。
葦原 賢（出合正幸 飾）
「NEVER」裏的無口狙擊手，擅長使用各種火器和射擊戰，也以泰拳為接近戰手段。持有T2 Trigger Memory。於劇中多次和照井交手。被Accel Trial的Machine Gun Spike擊敗。
堂本 剛三（中村浩二 飾）
「NEVER」裏擁有最強壯體魄的隊員，擅長棒術，也經常運用自身的怪力作戰。持有T2 Metal Memory。情緒經常在高昂的狀態。被Joker使用Rider Punch擊敗。

### 《假面騎士OOO》
火野 映司（渡部秀 飾）
假面騎士OOO的變身者。
為了撿回Core Medal而捲入W和Luna Dopant的戰鬥。

## 登場騎士

### 假面騎士W

#### 本作新變身模式
Cyclone Joker Gold Xtreme
由Cyclone Joker 配合Gold Xtreme Memory的型態，通常簡稱CJ-GX型態。和Cyclone Joker Xtreme分別在於身體中間的Crystal Server部份變成金色，並且背上有3對貌似蜻蜓翼的翅膀。和Eternal在風都塔戰鬥時，所有風都市民祈禱W勝利，突然一陣奇風朝向Xtreme中間的龍捲風位置（X字樣的位置），Xtreme在接收了在風都的風後，進行超高速迴轉，使Xtreme變成金色，令W由Cyclone Joker Xtreme型態變成Cyclone Joker Gold Xtreme形態。並在最後擊敗假面騎士Eternal。
必殺技是Golden Extreme，運用方法和Double Extreme相同但其力量大幅上升，甚至擁有把本應不能被Memory Break的T2 Gaia Memory粉碎的威力。

### 假面騎士Skull
在翔太郎夢中再次出現，變回鳴海莊吉的樣子並交付Lost Driver給翔太郎變身為假面騎士Joker，之後再次如煙般的消失。(實際上Lost Driver一直都在桌上,而且那部Lost Driver是菲利浦的)

### 本作新登場的假面騎士

#### 假面騎士Joker
由翔太郎獨自變成的騎士。
與（大戰篇）Decade所使用的Final Form Ride的假面騎士W Joker Joker很像，不同的只是中間用來分隔的銀線變了黑色，和使用Lost Driver變身。
翔太郎變身時所使用Joker Memory是T2次世代限定版。
使用Rider Kick擊敗Heat Dopant及使用Rider Punch擊敗Metal Dopant。
於劇場版不敵假面騎士Eternal的Unicorn Maximum Drive。
於本篇第49話登場。

#### 假面騎士Eternal
變身者為大道克己，原型是E，基本颜色是白色，使用Lost Driver並插入Eternal Memory變身。使用戰鬥短刃型武器「Eternal Edge」作戰。
主體為白色，全身27個Maximum Slot的設計有如戰鬥背心一樣；變身後預設穿戴著黑色斗篷，在戰鬥時可以脫下。
身上的Maximum Slot能夠插入所有的T2 Memory，並且讓它們同時發動Maximum Drive，能夠使用各個Memory專有的特殊能力。
發動所有T2 Memory的Maximum Drive時會進入「Blue Flare最強型態」，能發動「Never Ending Hell」，把身上所有Memory的能量完全解放並且集中成一綠色光彈攻擊；這時可以以Eternal Edge發動「Bloody Hell Blade」，使用Eternal Edge瞬間切裂敵人。
把Eternal Memory插入Eternal Edge上的Maximum Slot可以發動必殺技「Eternal Requiem」，令所有舊版記憶體失效，只讓T2記憶體繼續使用。於前傳《假面騎士W RETURNS 假面騎士 Eternal》中，出現了把中止記憶體運作的能量化為踢擊破壞力的迴旋踢版本。
發動Unicorn的Maximum Drive時，Eternal的拳头會帶有鑽頭型的能量波動。劇中曾以此擊敗假面騎士Joker。
劇中另外曾發動Queen、Bird、Zone和Rocket的Maximum Drive，效果分別是生成防護罩、得到飛行能力、進行瞬間移動和以火箭的爆炸力衝擊對方。擊敗敵人後會說:「來吧!來享受地獄的旅程吧!」
手下為Cyclone Dopant，Heat Dopant，Luna Dopant，Metal Dopant和Trigger Dopant。
最後被W-Cyclone Joker Gold Xtreme秒殺。
- 腰帶（右）／Eternal Edge：Eternal
- 右肩至右胸（上到下）：Accel、Bird、Cyclone、Dummy、Fang
- 左肩到左胸（上到下）：Gene、Heat、Iceage、Joker、Key
- 右腕（後側起順著）：Luna、 Metal、Nasca、Ocean
- 背左（上到下）：Puppetter、Queen
- 背右（上到下）：Rocket、Skull
- 左腿（內到外）：Trigger、Unicorn、Vlolence、Weather、Xtreme、Yesterday
- 腰帶右方（Maximum Slot）：Zone

於前傳《假面騎士W RETURNS 假面騎士 Eternal》中，有出現T1 Memory的版本，變身者分別為加頭順和大道克己。
加頭順和大道克己變身的Eternal，最大分別是加頭順變身的Eternal紅色的Red Flare型態，有別於克己變身的藍色、備有斗篷和Memory插口的Blue Flare型態。
差異的原因在於兩人和Eternal記憶體的適合度不同，只有和Eternal記憶體高度適合的克己才能變身成Blue Flare。

#### 假面騎士OOO
火野映司變身而成的假面騎士，於本作中僅出現Tatoba Combo和Takakiriba兩個型態，並以必殺技OOO Bash擊倒Luna Dopant。
和原作不同的地方是會自稱自己是「假面騎士」。

## 用語

### T2 Gaia Memory
原文：
全寫為「Type-2 Gaia Memory」，由Shroud開發，並由財團X所完成的次世代型Gaia Memory。Memory由A至Z共有26個，有別於翔太郎及菲利普現用的Memory，全部T2 Memory的接口部份都是藍色，且可以不使用任何驅動器和肌膚印記，直接插入身體（但依持有者的習慣而決定部位）；甚至被擊敗時Memory也不會被破壞，使用者把T2 Memory拋出，Memory會自動飛回使用者的習慣部位直接插入身體。
於原作第43話時由加頭順所取得，並於44話交予另一名財團X的人員。於本劇開初時，運送T2 Memory的運輸直升機被「NEVER」襲擊並被奪去Eternal Memory，剩餘的25支因為運輸直升機的自爆而散播至整個風都。於本劇最後，当W（CJGX）击败假面骑士Eternal后，所有T2 Gaia Memory都給破壞。

### NEVER
NEVER於本作中，可指是一種生物兵器及以該種生物兵器組成的恐怖集團。

#### 作為「組織」解釋的NEVER
NEVER是一個國際性的恐怖集團，於世界各國作為傭兵進行破壞活動。
成員全部皆經過「Necro-Over」處理，並且擁有專業的格鬥戰和槍械使用技巧。
由從財團X逃亡的大道母子結成，並由隊長大道克已親自尋找成員。目前作為傭兵除了是要獲得研究資金的關係，也是為了實戰調整。

#### 作為「生物兵器」解釋的NEVER
正式名稱是「Necro-Over」，為「超越死人」之意。
是一種把死者以化學藥品和複製人技術的結晶「死亡確認個體復原術」令其重新「復活」的存在。藉由這方法，復生後的身體能力遠超正常人數倍、無法以一般武器造成傷害的強韌傷害耐受性、以及即使受到致命傷也能瞬間恢復的驚人再生能力，是擁有著接近不死身的戰士。
但是，因為身體「已經死亡」的關係所以沒有新陳代謝，肉體亦不會成長，生前的記憶和人類的情感（人性）更會逐漸消失。
除此之外，身體必須定期注射「細胞維持酵素」才能維持，如果被注入「細胞分解酵素」或受到超越身體耐受性和再生能力的攻擊（例如假面骑士的必杀技攻击），就會完全消失。
始於大道美樹（瑪利亞‧S‧克蘭伯里）的獨自研究，但因為其危險性而將之封印。但因為其子大道克己的死以及財團X的投資，因此再次展開研究並且完成，大道克己即為第一個製成品。但及後因為財團X認為Gaia Memory較為優勝而撤資。
大道克已在剧场版中想让风都的所有市民变成和他一样的不死战士，为此收集26支T2 Gaia Memory，并利用菲利普。

## T2 Gaia Memory A~Z列表
| 日本名 | 中文名 | 英文名 | 所使用的記憶體 | 變身者 | 登場話數 | 身高 | 體重 | 特色 / 能力 | 備註 |
| ------ | ------ | ------ | -------------- | ------ | -------- | ---- | ---- | ----------- | ---- |

| 名字      | 中文翻譯 | 顏色   | 持有者                       | 連接位置         | 備註                                                                                                |
| --------- | -------- | ------ | ---------------------------- | ---------------- | --------------------------------------------------------------------------------------------------- |
| Accel     | 速度     | 深紅色 | 照井龍                       | 驅動器           | 被伊莉莎白及Queen拾獲                                                                               |
| Bird      | 鳥       | 暗紅色 | －                           | －               | 被伊莉莎白及Queen拾獲                                                                               |
| Cyclone   | 旋風     | 綠色   | 瑪利亞‧S‧克蘭伯裡 (大道美樹) | 後頸             | 變身後右臉唯一的眼睛與假面騎士略有相似，但轉為綠色                                                  |
| Dummy     | 虛擬     | 棕色   | －                           | －               | |
| Eternal   | 永恆     | 白黃色 | 大道克己                     | 迷失驅動器（右） | 被W（CJ-GX）破壞                                                                                    |
| Fang      | 利牙     | 銀白色 | -                            | -                | 與第一代尖牙記憶體不同的是T2版本尾部沒有恐龍造型                                                    |
| Gene      | 基因     | 暗黃色 | 川相透                       | -                | |
| Heat      | 熱力     | 亮紅色 | 羽原徠                       | 左肩膀           | 被Joker打敗                                                                                         |
| Ice Age   | 冰河時代 | 亮藍色 | 聖誕仔                       | 側頸（左）       | 被W（Luna Joker）打敗                                                                               |
| Joker     | 王牌     | 黑色   | 左翔太郎                     | 迷失驅動器（右） | 被Eternal使用Unicorn Maximum Drive打敗                                                              |
| Key       | 鑰匙     | 藍色   | －                           | －               | 被伊莉莎白及Queen拾獲                                                                               |
| Luna      | 月神     | 黃色   | 泉京水                       | 額頭正中         | 被OOO打敗                                                                                           |
| Metal     | 金屬     | 銀色   | 堂本剛三                     | 背部正中         | 變身後右半臉與假面騎士略有相似，但眼睛的形狀並不是假面騎士的橢圓形而是圓形;被Joker以Rider punch打敗 |
| Nasca     | 納斯卡   | 黃色   | 園咲霧彥、園咲冴子           | 被Accel打敗      | |
| Ocean     | 海洋     | 亮藍色 | －                           | －               | |
| Puppeteer | 操偶者   | 紫紅色 | 崛之內應慶                   | －               | |
| Queen     | 女王     | 粉紅色 | Queen                        | 前臂（左）       | 被queen拾獲                                                                                         |
| Rocket    | 火箭     | 綠色   | －                           | －               | |
| Skull     | 骷髏     | 紫黑色 | －                           | －               | |
| Trigger   | 扳機     | 藍色   | 葦原賢                       | 手掌正中(右)     | 被Accel Trial打敗                                                                                   |
| Unicorn   | 獨角獸   | 綠色   | －                           | －               | Eternal打敗Joker時使用Maximum Drive                                                                 |
| Violence  | 暴力     | 暗紅色 | 情報屋                       | 前臂（右）       | 被W（Luna Joker）打敗                                                                               |
| Weather   | 天氣     | 銀白色 | 井板深紅郎                   | －               | 被Accel打敗                                                                                         |
| Xtreme    | 極限     | 黑色   | －                           | －               | T2版本沒有老鷹造型，也無特殊功能                                                                    |
| Yesterday | 昨天     | 暗橙色 | 須藤雪繪                     | 胸口             | |
| Zone      | 區域     | 黑白色 | －                           | －               | 發動Maximum Drive時會聚集其餘25隻記憶體                                                             |

## 本作登場怪人
| 日本名        | 中文名        | 英文名         | 所使用的記憶體 | 變身者                          | 登場話數      | 身高          | 體重          | 特色 / 能力                                        | 備註          |
| NEVER版摻雜體 | NEVER版摻雜體 | NEVER版摻雜體  | NEVER版摻雜體  | NEVER版摻雜體                   | NEVER版摻雜體 | NEVER版摻雜體 | NEVER版摻雜體 | NEVER版摻雜體                                      | NEVER版摻雜體 |
| ------------- | ------------- | -------------- | -------------- | ------------------------------- | ------------- | ------------- | ------------- | -------------------------------------------------- | ------------- |
|               | 旋風摻雜體    | Cyclone Dopant | T2旋風記憶體   | 瑪利亞‧S‧克蘭伯里（大道瑪利亞） |               | 182.0cm       | 70.0kg        | 操控氣壓、捲起狂暴的疾風                           |               |
|               | 炙熱摻雜體    | Heat Dopant    | T2炙熱記憶體   | 羽原徠                          |               | 178.0cm       | 80.0kg        | 使用無與倫比的身體能力進行格鬥戰、超高熱的屬性攻擊 |               |
|               | 月神摻雜體    | Luna Dopant    | T2月神記憶體   | 泉京水                          |               | 242.0cm       | 120.0kg       | 幻想的記憶之力、擅長腕部伸縮的幻覺戰法             |               |
|               | 扳機摻雜體    | Trigger Dopant | T2扳機記憶體   | 葦原賢                          |               | 190.0cm       | 138.0kg       | 大火力的砲擊、集中一點的精密射擊                   |               |
|               | 金屬摻雜體    | Metal Dopant   | T2金屬記憶體   | 堂本剛三                        |               | 200.0cm       | 276.0kg       | 無與倫比般的鋼鐵防禦力及腕力、金屬軸棍的棒術攻擊   |               |

## 其他媒體上的相關作品

### 網上影片
《網絡版 假面騎士W Forever A 至 Z之爆笑26連發》
為2010年7月16日起，東映所推出的付費短片，全26集。是以26支A至Z的Gaia Memory及Dopant為中心的搞笑影片。

### 小說
《N的開始/血與夢》
雜誌「東映HERO MAX」第34期的特別連載，內容記載有本作關鍵之一的傭兵集團「NEVER」的誕生經歷，為本作的前傳。

### OV作品
- 《假面騎士W RETURNS》

- 《假面騎士W RETURNS 假面騎士 Eternal》

以假面騎士Eternal/大道克己及NEVER的成員過去為中心的原創影片，為《假面騎士W》本篇的前傳，時間點位於本作劇場版之前。

### 電視影集
- 《假面騎士ZI-O》

假面騎士Eternal/大道克已 第45-46話登場。

## 樂曲

### 主題曲
- 『W』

作曲 - 都啓一 / 作詞・編曲・歌 - 松岡充

### 插曲
- 『W-B-X 〜W Boiled Extreme〜』

作詞：藤林聖子 / 作曲：鳴瀬シュウヘイ / 歌：上木彩矢 w TAKUYA

## 外部連結
- W（朝日電視台）（页面存档备份，存于）
- W（東映） （页面存档备份，存于）